# Aquatica (SeaWorld)
Aquatica zijn twee verschillende waterparken in de Amerikaanse steden Orlando en San Antonio. De exploitatie is in handen van United Parks & Resorts. Zo zijn de locaties in Orlando en San Antonio naast een SeaWorldthemapark gelegen. Ieder park van Aquatica bestaat uit diverse waterglijbanen, golfslagbaden en stroomversnellingen.
De eerste plannen voor de aanleg van een waterpark werd in 2005 door SeaWorld naar buiten gebracht. In 2007 startte de bouw van het waterpark. Een jaar later, op 1 maart 2008, opende de eerste locatie van Aquatica in Orlando. Op 19 mei 2012 volgde San Antonio en op 1 juni 2013 San Diego. Aquatica San Diego sloot vervolgens op 12 september 2021 om omgebouwd te worden naar een Sesamstraat-themapark.
In 2023 ontving de vestiging in Orlando 1.437.000 bezoekers, en die van San Antonio 650 duizend mensen.

## Aquatica San Diego
Oorspronkelijk gepland voor 2021, werd Aquatica San Diego in 2022 omgedoopt tot Sesame Place San Diego. United Parks bleef wel de eigenaar van het park en het beschikt over een kinderachtbaan, draaimolens en andere gezinsvriendelijke attracties, de straat die beroemd is van tv, een parade, liveshows en meet & greets. Het nieuwe park integreerde veel van de bestaande waterattracties in het nieuwe park, vooral de attracties die geschikt zijn voor jongere kinderen.

## Afbeeldingen

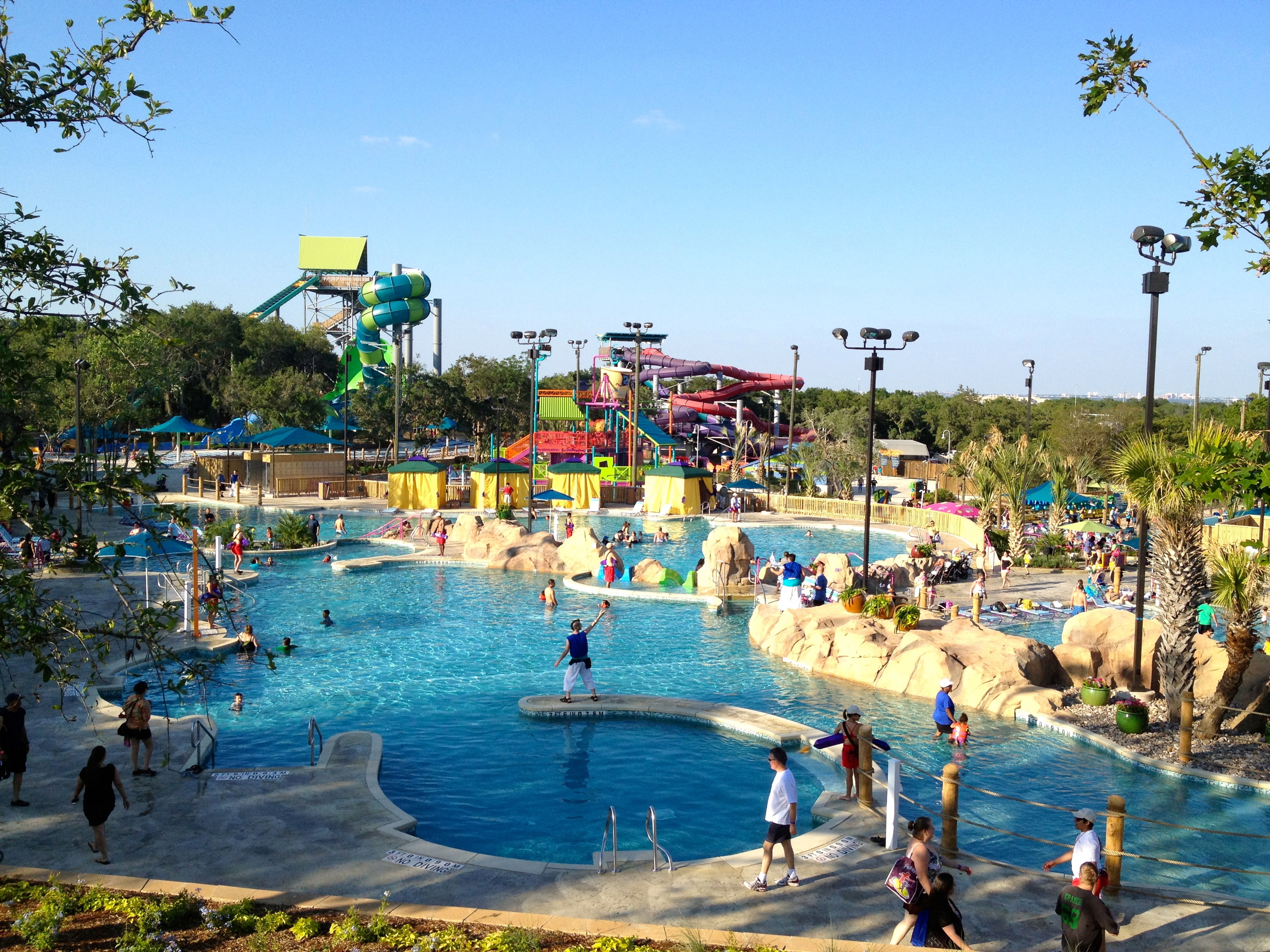
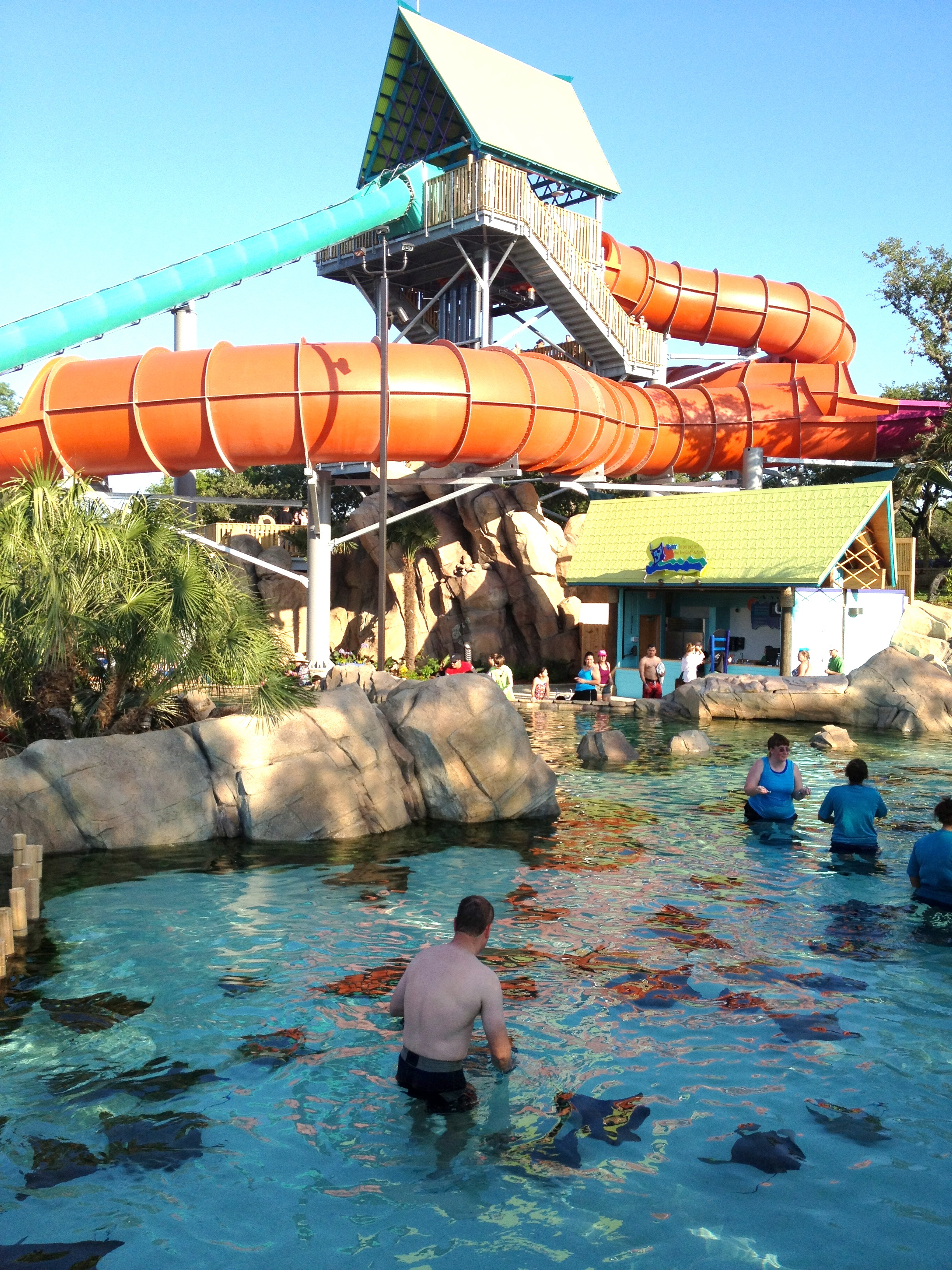
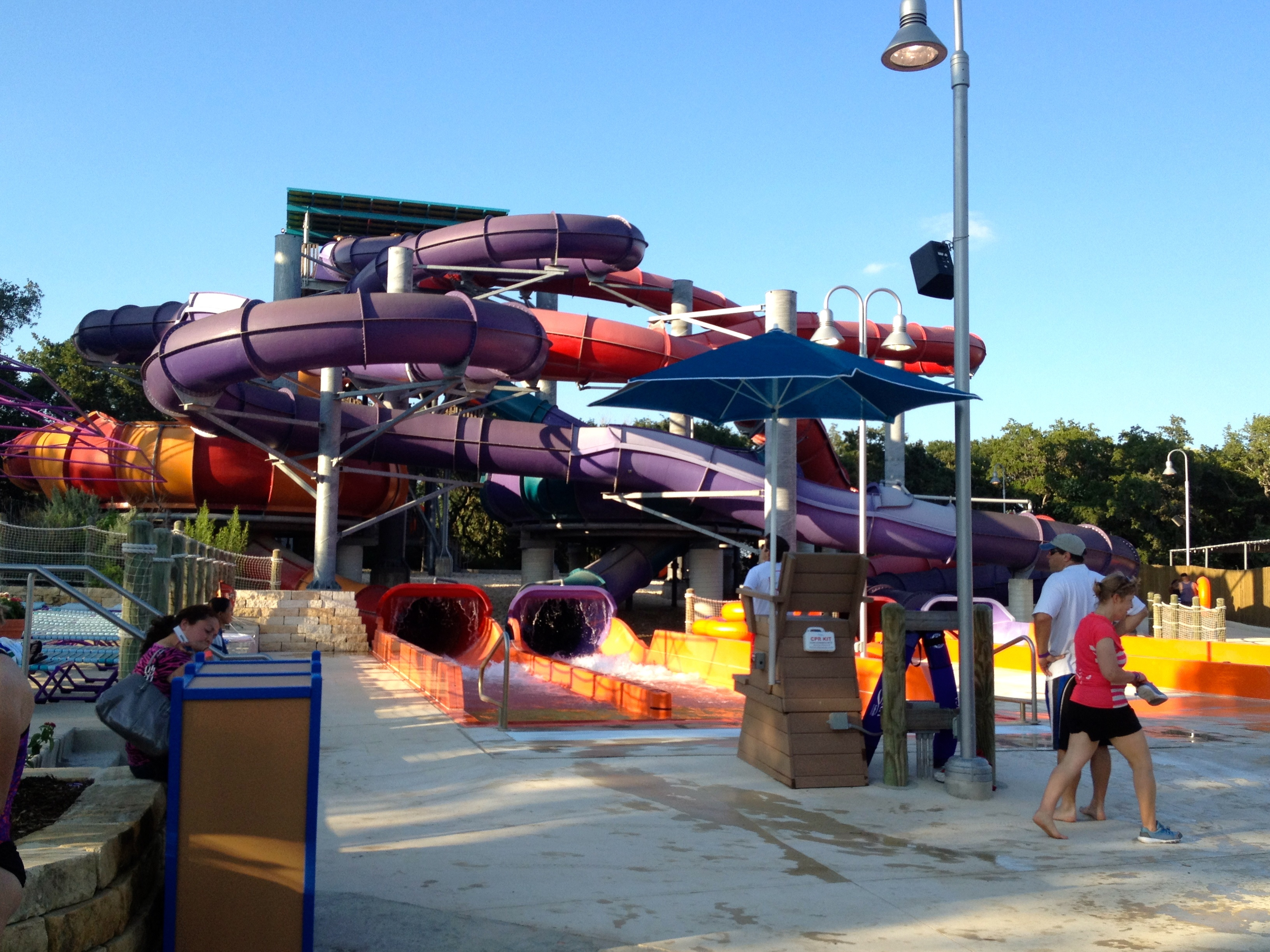
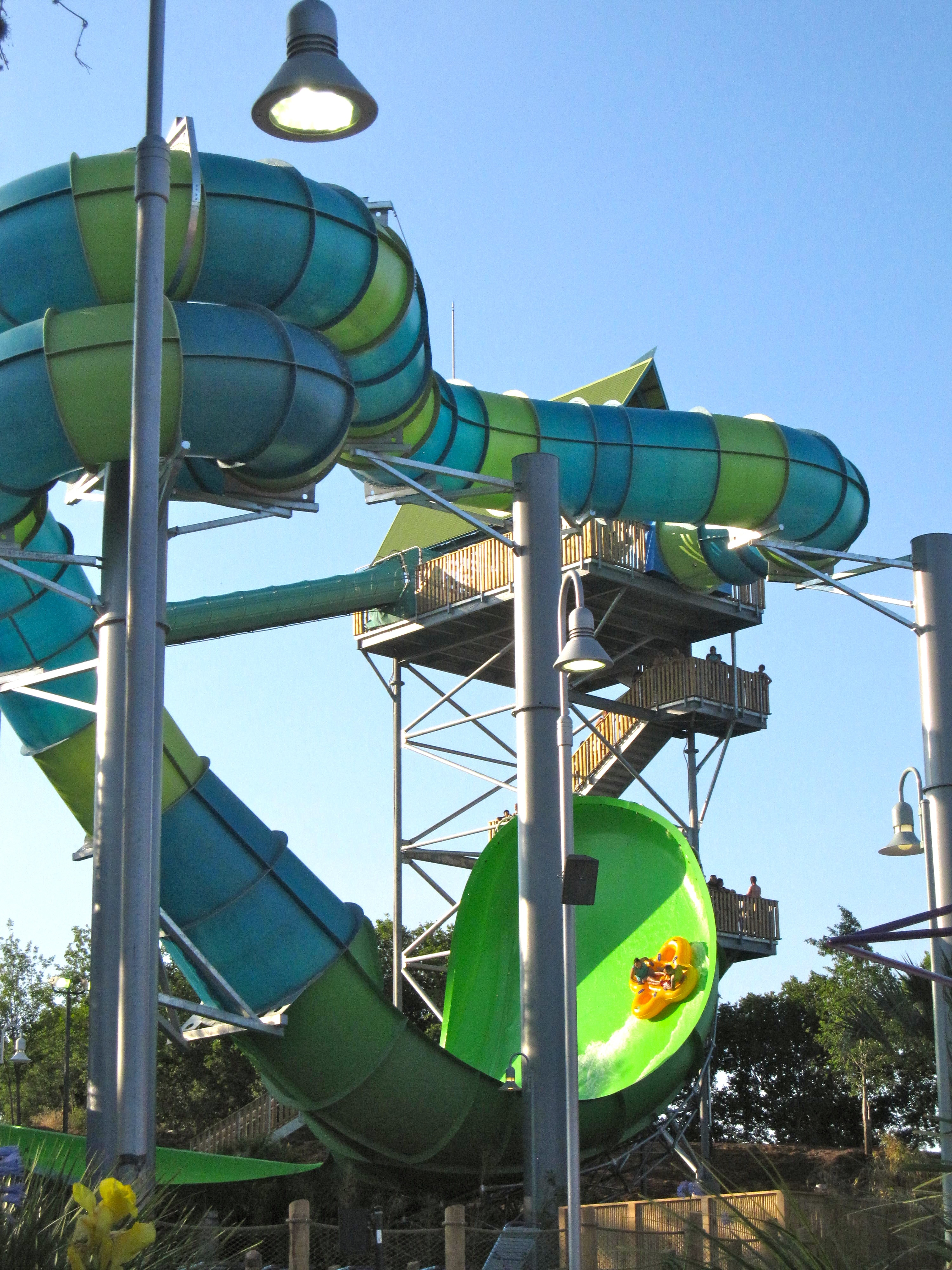
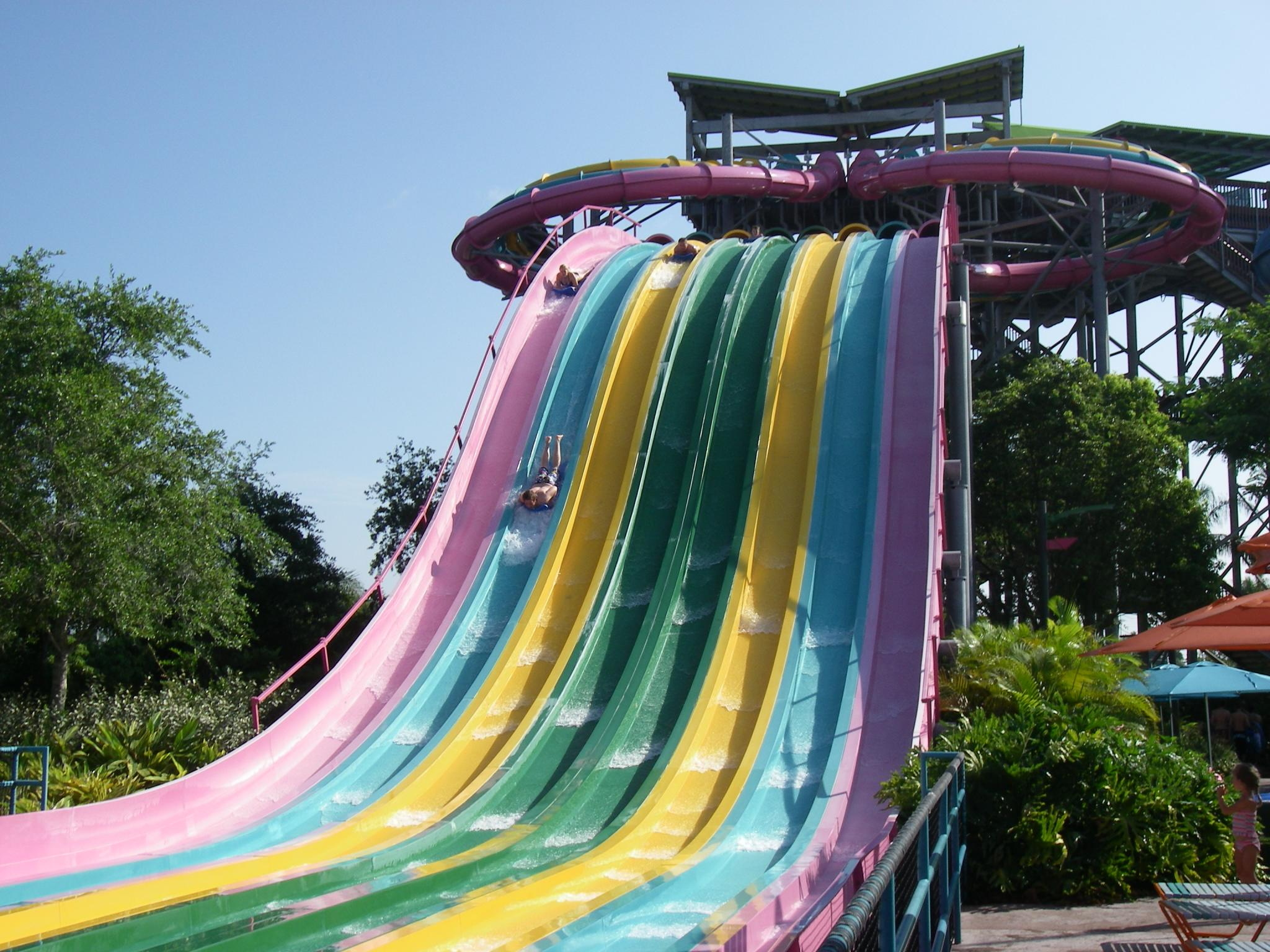
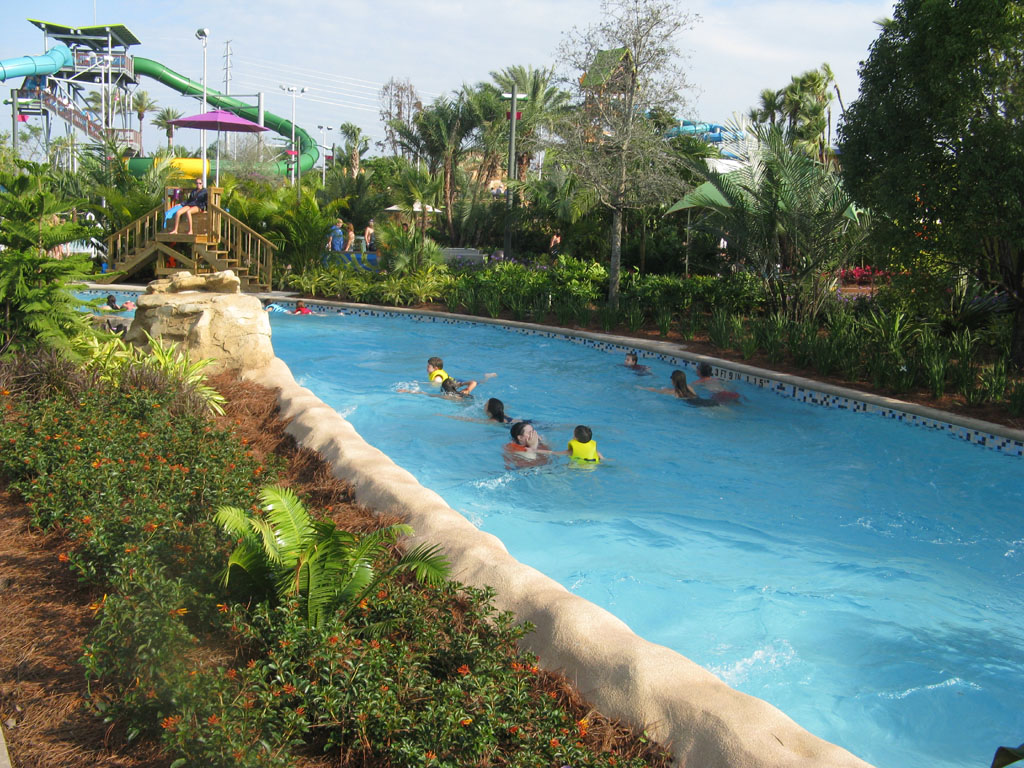